# Lothbach
Der Lothbach ist ein linker und östlicher Zufluss der Wörnitz in den Landkreisen Donau-Ries und Weißenburg-Gunzenhausen.

## Geographie

### Verlauf
Der Bach entspringt auf einer Höhe von etwa 540 m ü. NHN in einem quellreichen Gebiet zwischen Hohentrüdingen im Nordwesten und Hechlingen am See im Südosten. Unweit entspringen auch der Safranbach, der Faulerwasenbach und der Egelseegraben. Er durchfließt anschließend Roßmeiersdorf und Pagenhard. Der Fluss bildet zum Teil die Grenze zwischen den Gemeinden Heidenheim und Westheim. In den Fluss münden neben einigen kürzeren, unbenannten Bächen südlich von Hohentrüdingen der Glaskopfgraben und südöstlich von Lehmingen der Erlgraben. Nach einem Lauf von rund 9 Kilometern fließt er bei der Aumühle auf dem Gebiet der Gemeinde Hainsfarth auf etwa 416 m ü. NHN von links in die Wörnitz. Unweit mündet auch der Steppbach in die Wörnitz.

### Zuflüsse
Von der Quelle zur Mündung. Auswahl:
- Glaskopfgraben, bei Hohentrüdingen von rechts und Norden auf etwa 475 m ü. NHN, ca. 1,2 km lang und ca. 0,8 km² Einzugsgebiet.
- Erlgraben, bei Wachfeld von links und Osten auf etwa 417 m ü. NHN, ca. 4,7 km lang und ca. 3,3 km² Einzugsgebiet.